# Corsa al mare

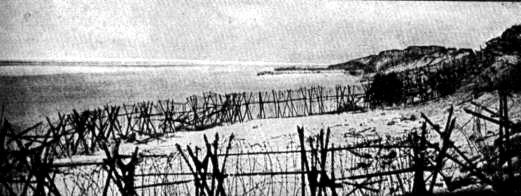
Il fronte raggiunge il mare vicino Nieuwpoort

Col nome di corsa al mare si indica un periodo della prima guerra mondiale in cui i due schieramenti, impegnati nei primordi della guerra di trincea tentarono ripetutamente di aggirarsi a vicenda sul fianco nord, dando luogo a un prolungarsi della linea del fronte sino al mar del Nord.

## Storia
Ebbe inizio nel settembre 1914 al termine dell'avanzata tedesca in Francia, e terminò nel novembre sulle rive del mar del Nord: nel corso di susseguenti battaglie combattute in Piccardia e nelle Fiandre nessuna delle due parti riuscì a ottenere alcun vantaggio nonostante i tentativi di aggiramento reciproco, e la linea del fronte fu prolungata sino alla costa. Il termine "corsa al mare" fa supporre un movimento continuo e deciso diretto alle coste, in realtà si trattò del risultato di ripetuti e falliti attacchi ai fianchi di un esercito sull'altro.
Infatti l'effettiva "linea di arrivo" era già occupata: l'esercito belga, in seguito rinforzato dalla Royal Naval Division britannica, sosteneva l'assedio di Anversa, che cadde il 10 ottobre, per poi ritirarsi su una linea tracciata lungo il fiume Yser che sfocia nel mar del Nord a Nieuwpoort; qui, lungo la costa, si svolse fra il 17 ottobre e il 1º novembre l'attacco tedesco che va sotto il nome di battaglia dell'Yser.
Si considera l'inizio della corsa il tardo settembre 1914, al termine della prima battaglia dell'Aisne, la fallita controffensiva alleata contro le forze tedesche bloccate dalla precedente prima battaglia della Marna. La via della corsa era in gran parte tracciata da ferrovie dipanatesi  in direzione nord-sud, a disposizione di entrambe le parti, per i francesi attraverso Amiens e per i tedeschi attraverso Lilla.
La 10ª Armata francese iniziò a radunarsi ad Amiens alla metà di settembre e il 25 settembre si mosse verso est. La 6ª Armata tedesca aveva raggiunto Bapaume il 26 e avanzò su Thiepval il giorno successivo, attraverso quello che sarebbe stato nel 1916 il teatro della battaglia della Somme. L'intenzione tedesca era quella di puntare verso ovest sino ai porti sul canale della Manica, occupando le ricche regioni industriali e agricole della Francia settentrionale, e tagliando nel contempo le vie di rifornimento alla British Expeditionary Force (BEF) e isolando il Belgio. Nel frattempo sei delle undici divisioni di cavalleria tedesche dovevano raggiungere la costa insinuandosi attraverso le Fiandre.
Tuttavia, fra il 1º e il 6 ottobre l'offensiva della 6ª Armata tedesca a nord della Somme fu arrestata dalle truppe agli ordini del generale Foch, mentre la cavalleria tedesca incontrò nei dintorni di Lille il XXI Corpo d'armata francese e fu fermata.
L'attenzione tedesca si rivolse allora sull'Artois e le Fiandre, dove la BEF aveva iniziato a schierarsi allo scopo di accorciare le proprie linee di collegamento attraverso Boulogne e Calais. I tedeschi raggiunsero Lille il 13 ottobre e i britannici raggiunsero Bailleul il giorno successivo. La linea formata in Artois fu tracciata dalla battaglia di Loos fra il 12 e il 27 ottobre, i britannici tennero Arras mentre i tedeschi erano a Lens.
Nelle Fiandre la 7ª Divisione britannica si era mossa su Ypres il 14 ottobre: i tedeschi, che il 3 ottobre avevano occupato la città con un piccolo distaccamento, furono costretti a ritirarsi. I britannici pianificarono allora di avanzare lungo la strada per Menin ma furono fermati da superiori forze tedesche.
Il 21 ottobre re Alberto I del Belgio, impegnato col suo esercito sull'Yser, ordinò di aprire le chiuse marine di Nieuwpoort creando così una distesa acquitrinosa larga qualche chilometro a sud di Dixmude, che arrestò definitivamente in questo settore l'avanzata tedesca.

Gli sforzi tedeschi per conseguire uno sfondamento si concentrarono allora a Ypres. In quella che sarebbe diventata la prima battaglia di Ypres, gli attacchi tedeschi iniziarono il 21 ottobre per continuare sino al tardo novembre, e sebbene le forze britanniche stessero quasi per cedere lo sfondamento non avvenne.
Mentre la corsa al mare si considera finita al termine dell'offensiva di Ypres, il fronte occidentale presentava ancora delle discontinuità, in particolare non si ebbe nei Vosgi un vero e proprio fronte sino all'inizio del 1915.

## Le implicazioni navali
Mentre la BEF in seguito agli eventi della Marna si volgeva verso nord, ci furono sforzi coordinati da parte di relativamente piccole componenti dell'esercito belga, fucilieri di marina francesi, Royal Marines, la Naval Brigade (marinai con un addestramento parziale da fanteria), il Royal Naval Air Service (RNAS) e naviglio della Royal Navy. L'obiettivo era quello di supportare le fortificazioni di Anversa, per impegnare le forze tedesche e proteggere le coste dall'occupazione, che avrebbe consentito l'impiego dei porti per gli U-Boot e li avrebbe sottratti all'uso per i rifornimenti alla BEF, in particolare quelli di Calais e Boulogne-sur-Mer.
È vero inoltre che per mantenere un corpo di spedizione in Francia era assolutamente necessario il controllo della Manica: per questo, in particolare per opporsi agli U-Boot, si doveva controllare lo stretto di Dover. Le due coste dovevano quindi essere saldamente occupate dagli Alleati cosicché si potesse schierare e mantenere uno sbarramento di navi, mine e reti fra le due sponde.
L'obiettivo di mantenere il controllo delle coste francesi fu raggiunto grazie a un efficace coordinamento fra le forze terrestri e navali di Belgio, Francia e Regno Unito, e non fu perduto alcun porto.